# (18647) Václavhübner
18647 Vaclavhubner (1998 FD2) – planetoida z pasa głównego asteroid okrążająca Słońce w ciągu 4,05 lat w średniej odległości 2,54 j.a. Odkryta 21 marca 1998 roku.